# Cratere Tolon
Tolon  è un cratere sulla superficie di Marte.